# Сульфат празеодима(III)-калия
Сульфат празеодима(III)-калия — неорганическое соединение, 
двойная соль празеодима, калия и серной кислоты
с формулой Pr2(SO4)3•3K2SO4,
кристаллы,
слабо растворяется в воде,
образует кристаллогидраты.

## Получение
- Добавление раствора сульфата празеодима к раствору сульфата калия[2]:

{\displaystyle {\mathsf {Pr_{2}(SO_{4})_{3}+3K_{2}SO_{4}+H_{2}O\ {\xrightarrow {}}\ Pr_{2}(SO_{4})_{3}\cdot 3K_{2}SO_{4}\cdot H_{2}O\downarrow }}}

## Физические свойства
Сульфат празеодима(III)-калия образует кристаллы.
Слабо растворяется в воде.
Образует кристаллогидрат состава Pr2(SO4)3•3K2SO4•H2O.